# Steve Moses
Steve Moses (ur. 9 sierpnia 1989 w Leominster) – amerykański hokeista, reprezentant USA.

## Kariera
- Boston Jr. Bruins (2005–2008)
- UNH Wildcats (2008–2012)
- Connecticut Whale (2012)
- Jokerit (2012-2015)
- Milwaukee Admirals (2015)
- SKA Sankt Petersburg (2015–2017)
- Rochester Americans (2017)
- Jokerit (2017–2020)
- Rapperswil-Jona Lakers (2020-2022)
  -  HC Ambrì-Piotta (2022)
- HPK (2022–2023)
- HC Kometa Brno (2023-)

Grał trzy sezony w juniorskiej drużynie klubu Boston Bruins, następnie cztery sezony w akademickiej lidze NCAA w barwach zespołu UNH Wildcats uczelni University of New Hampshire. Od grudnia 2012 zawodnik fińskiego klubu Jokerit w lidze Liiga. W kwietniu podpisał nowy kontrakt na występy drużyny w rosyjskiej lidze KHL. Po sezonie KHL (2014/2015), w którym został rekordzistą rozgrywek w liczbie goli zdobytych w sezonie zasadniczym (36), odszedł z klubu pod koniec marca 2015. Od kwietnia 2015 zawodnik. Sezon 2014/2015 rozpoczął w zespole farmerskim, Milwaukee Admirals, w lidze AHL. W listopadzie 2015 jego prawa zawodnicze w ramach KHL zbył Jokerit Helsinki na rzecz SKA Sankt Petersburg. Na początku 2015 Moses został zawodnikiem SKA. W kwietniu 2016 przedłużył kontrakt z klubem o dwa lata, jednak odszedł z zespołu w lipcu 2017. Od lipca 2017 zawodnik Rochester Americans w lidze AHL. Pod koniec grudnia 2017 ponownie został zawodnikiem Jokeritu, podpisując trzyletni kontrakt. W marcu 2020 ogłoszono jego dwuletni kontrakt ze szwajcarskim klubem Rapperswil-Jona Lakers. W styczniu i w lutym 2022 był wypożyczony do. Od maja 2022 do kwietnia 2023 był zawodnikiem fińskiej drużyny HPK. W czerwcu 2023 ogłoszono jego transfer do czeskiej Komety Brno.
W kadrze seniorskiej USA uczestniczył w turnieju mistrzostw świata edycji 2015.

## Sukcesy
Reprezentacyjne
- Brązowy medal mistrzostw świata: 2015

Klubowe
- Puchar Gagarina – mistrzostwo KHL: 2017 ze SKA
- Złoty medal mistrzostw Rosji: 2017 ze SKA

Indywidualne
- SM-liiga (2012/2013):
  - Piąte miejsce w klasyfikacji strzelców w sezonie zasadniczym: 22 gole[19]
    - Pierwsze miejsce w klasyfikacji strzelców wśród pierwszoroczniaków w sezonie zasadniczym: 22 gole

  - Pierwsze miejsce w klasyfikacji strzelców zwycięskich goli meczowych w sezonie zasadniczym: 7 goli
- KHL (2014/2015):
  - Najlepszy zawodnik tygodnia – 20 października 2014[20]
  - Pierwsze miejsce w klasyfikacji strzelców w sezonie zasadniczym: 36 goli (rekord ligi)
  - Złoty Kask (przyznawany sześciu zawodnikom wybranym do składu gwiazd sezonu)